# Synertek
Synertek, Inc. fue un fabricante estadounidense de semiconductores fundado en 1973. El grupo fundador consistía en Bob Schreiner (de Fairchild Semiconductor), Dan Floyd, Zvi Grinfas, Jack Baletto, y Gunnar Wetlesen. La tecnología de fabricación era MOS/LSI (Metal-Oxide-Semiconductor Large-Scale-Integration). Los productos iniciales incluían custom chips y una línea de productos estándar (RAM estática, ROMs, registros electrónicos dinámicos y estáticos) y desde 1979, versiones licenciadas de microprocesadores y microcontroladores: Synertek SY6502, Synertek 6504A y Synertek P6502B (MOS Technology 6502) Synertek 2650 (2650) y del Zilog Z8.
Sus mayores clientes fueron Atari (para su líneas de videoconsolas y videojuegos) y Apple Computer (para sus ordenadores Apple II y Apple III).
Synertek compra Microcomputer Associates, formado por los ingenieros Manny Lemas y Ray Holt, tras lo cual pasó a denominarse Synertek Systems, Inc. y la establece como una filial. En 1978, Synertek Systems lanza un Computador en una tarjeta basado en 6502 llamado el SYM-1, un derivado del MOS Technology/Commodore Semiconductor Group KIM-1. 
En 1979, Synertek fue adquirida por Honeywell y se establece como una filial.
Synertek tuvo tres plantas de fabricación de circuitos integrados; una en Singapur, la principal de Santa Clara (California) (opera de 1974 a 1985) y alrededor de 1983, se inició la construcción de una tercera en Santa Cruz (California).
La agencia Federal de Medio Ambiente de Estados Unidos presta atención a la contaminación generada por la planta de Santa Clara, lo que acaba en que Honeywell tenga que realizar costosas obras de descontaminación.
Cuando las condiciones del mercado se deterioraron, debido principalmente a los problemas de Atari, el trabajo se detuvo en la instalación de Santa Cruz y posteriormente se vendió. Esto trajo que Honeywell no viera rentabilidad en una empresa cuyo principal mercado, el de los chips ROM para consolas, estaba en caída libre y en 1984 comienza a planear su cierre. Finalmente en 1985 Honeywell cerró las operaciones de Synertek y se vendieron sus activos.